# نخل سرپنتینا
نخل سرپنتینا (نام علمی: Dypsis serpentina) نام یک گونه از سرده نخل‌های لاغر است.